# Jorge Escalera
Jorge Luis Escalera Pinaya (Oruro; 15 de marzo de 1990) es un futbolista boliviano que juega como centrocampista.

## Clubes
| Club         | País    | Año         |
| ------------ | ------- | ----------- |
| San José     | Bolivia | 2009 - 2012 |
| La Paz F. C. | Bolivia | 2012 - 2013 |